# Cricotus

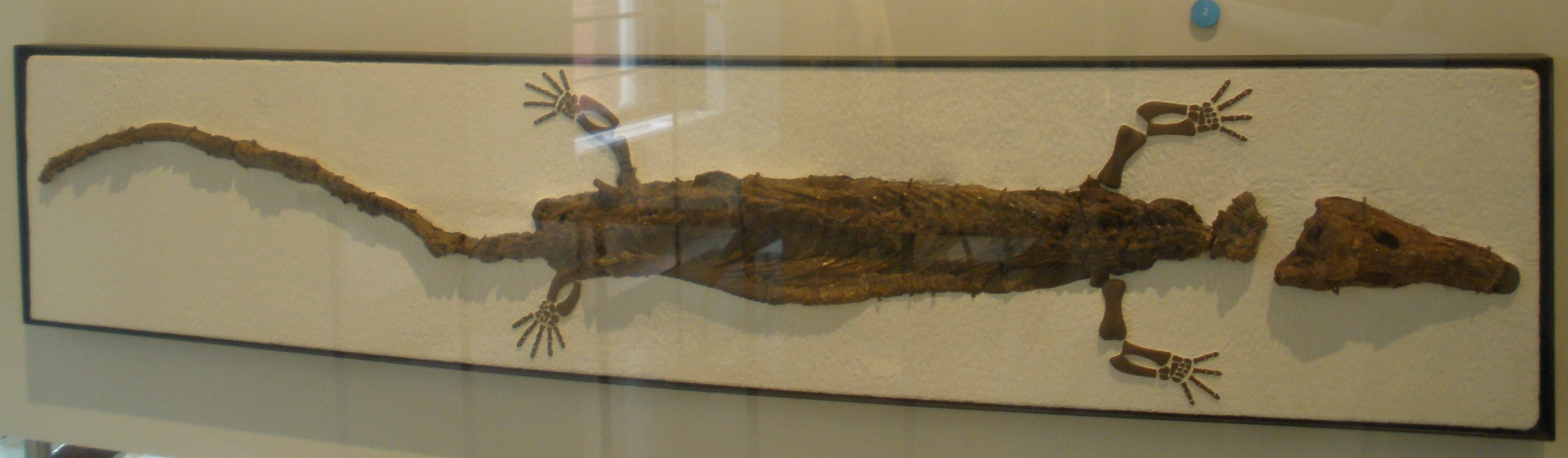
Скелет Cricotus crassidens (зразок AMNH 4550)

Cricotus — вимерлий рід Embolomeri. Він був споруджений Коупом у 1875 році на основі фрагментарних, нечітко пов'язаних останків, включаючи хвостові хребці, на основі яких була встановлена назва (фактично, на основі єдиного міжцентру), а також кілька інших посткраніальних кісток. У подальшій літературі він мало використовувався, на відміну від Archeria, який, здається, є молодшим синонімом Cricotus. Однак, враховуючи, що типовий вид Cricotus (C. heteroclitus) є nomen dubium, назва Cricotus недоступна. Ось чому Холмс запропонував використовувати назву Archeria для цього таксону, хоча він не надав жодних доказів того, що він офіційно звернувся до Міжнародної комісії з зоологічної номенклатури для цього (і, ймовірно, не зробив цього).